# Kampong Reab
Kampong Reab es una comuna (khum) del distrito de Kaoh Soutin, en la provincia de Kompung Cham, Camboya. En marzo de 2008 tenía una población estimada de 7112 habitantes.
Se encuentra ubicada en la llanura camboyana, al sureste del lago Sap (Tonlé Sap) y a escasa distancia del río Mekong y de la frontera con Vietnam.